# Wat Phra Si Sanphet
Le Wat Phra Si Sanphet est un temple bouddhiste d'Ayutthaya, ancienne capitale royale de l'actuelle Thaïlande. Il servait de temple royal, car bien qu’enclos dans une cour particulière, il était à l’intérieur de l’enceinte du Wang Luang, immédiatement au sud du palais royal d’Ayutthaya. Sa position était donc semblable à celle du Wat Phra Kaeo par rapport au Palais royal de Bangkok.
Ce temple, le plus important d’Ayutthaya, a été fondé au XVe siècle par le roi Borom Traï Lokanat et embelli par ses successeurs. En 1500, le roi Rama Thibodi II (สมเด็จพระรามาธิบดีที่ 2) plaça dans l’un de ses sanctuaires une statue du Bouddha en bronze recouverte de plaques d’or, de 16 mètres de haut qu’il appela « Phra Si Sanphet », de là le nom du wat.

## Description
Pour comprendre le plan de l’édifice, assez complexe, il est préférable de l’aborder par l’est du côté de l’entrée principale. 

Maquette de Wat Phra Si Sanphet
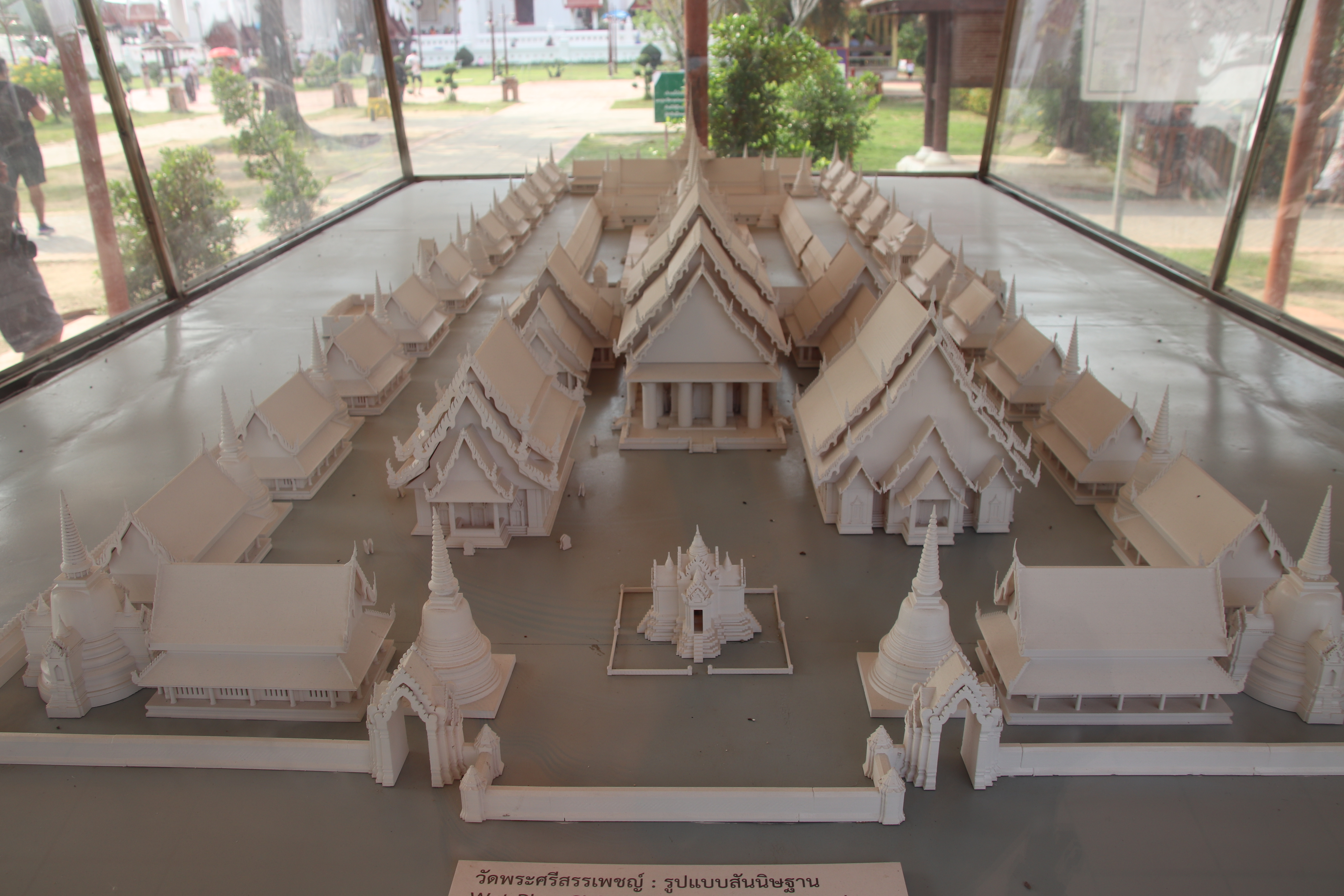
Entrée principale à l'Est
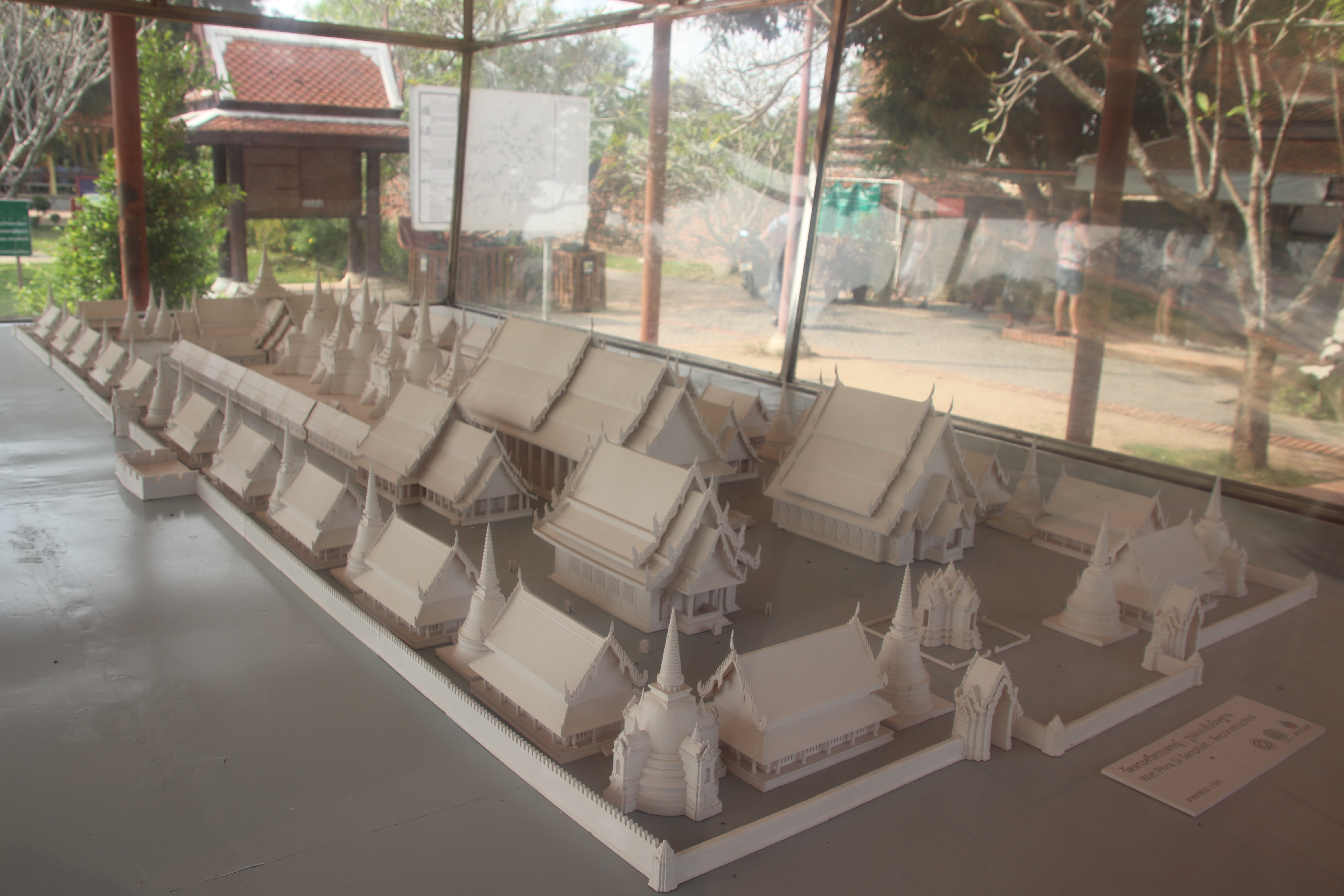
Est en premier plan à droite, Ouest en arrière plan à gauche
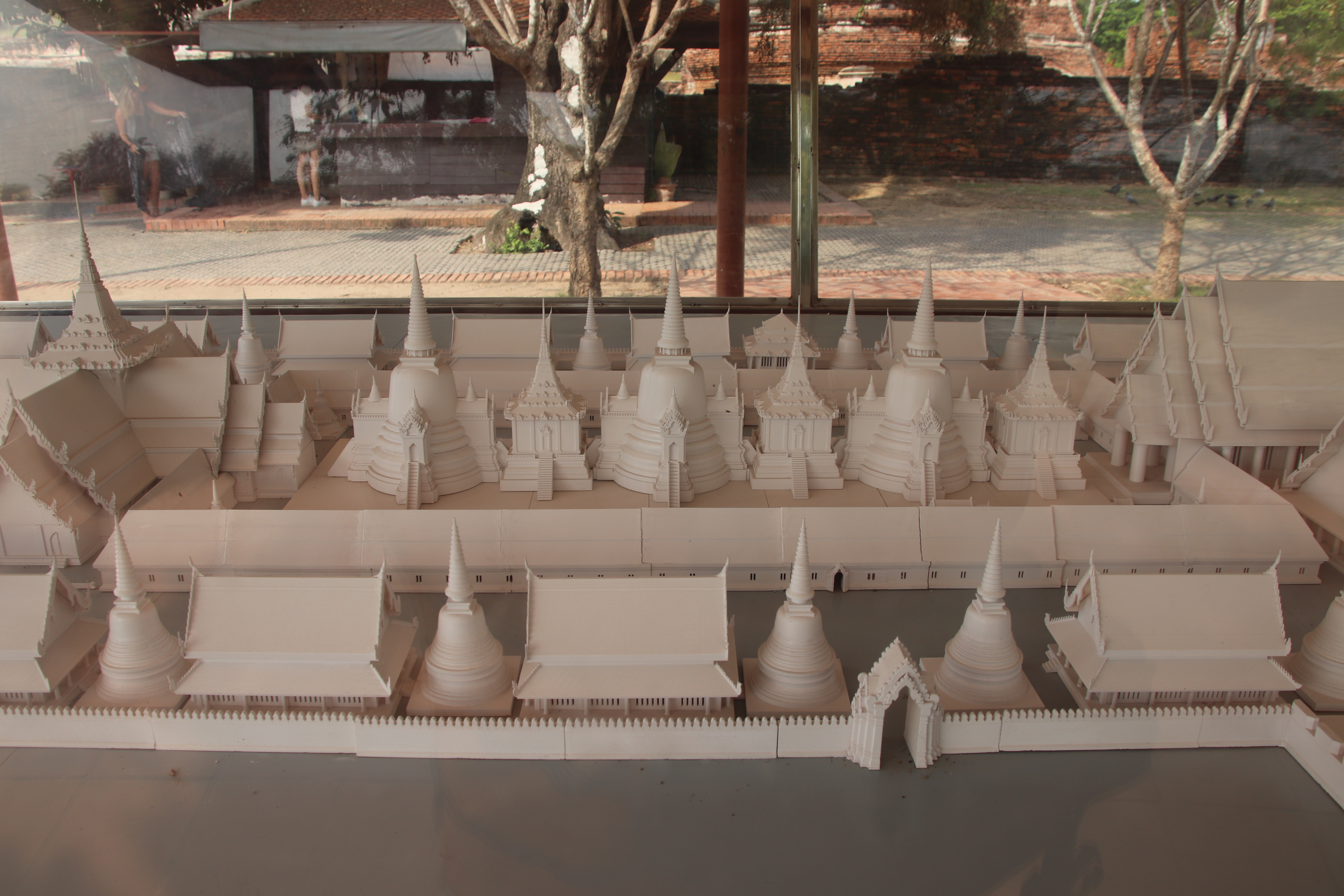
Ouest à gauche, Est à droite (avec le wihan principal)
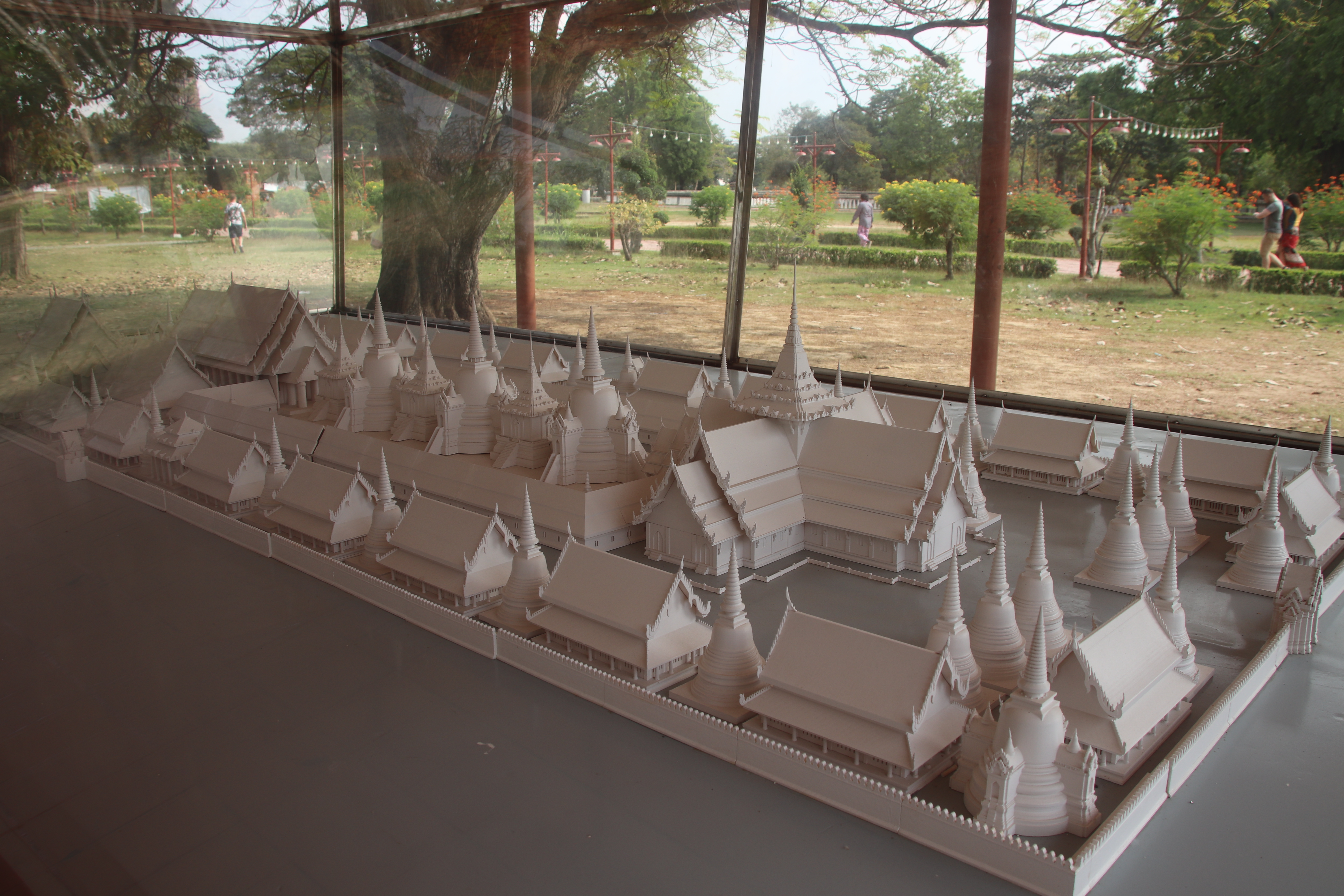
Est à gauche, Ouest à droite

La première enceinte à laquelle s’adossaient des bâtiments entourait une très vaste cour intérieure dans laquelle se trouvaient de nombreux wihans secondaires (Viharn ou Vihara ; salle d'assemblée des religieux et des laïcs)  associé à de nombreux Chedis secondaires (stupas ; reliquaires) dont beaucoup sont encore debout.
Au centre, face à l’entrée, se dressent les ruines d’un grand sanctuaire (Wihan ou Vihara principal) dont le toit était soutenu par des piliers de briques et dont les murs latéraux étaient bordés à l’extérieur de galeries de colonnes. À droite et à gauche, deux "chapelles" moins importantes jouxtent. Celle de droite (Wihan secondaire), mieux conservée, est divisée en deux par un mur intérieur ; celle de gauche (Ubosoth ou Bot ; salle d'ordination bouddhiste réservée aux novices et aux bonzes) devait être un sanctuaire royal puisqu’il est entouré des pierres de fondation doubles (bornes rituelles Bai sema) qui sont de rigueur en ce cas.

Les trois chedis de Wat Phra Si Sanphet, de gauche à droite : (1) Chedi du roi Ramathibodi II (2) Chedi du roi Borommarachathirat III et (3) Chedi du roi Borommatrailokkanat

Le centre du Wat Phra Si Sanphet est occupé par un cloître (Phra rabiang ; galerie couverte) en ruines au milieu duquel s’élèvent trois Chedis popularisés par la photographie. Ces Chedis en forme de bol renversé, couronnés de flèches annelées ont une silhouette élancée. Ces trois Chedis sont des reliquaires qui contiennent les os des rois d'Ayutthaya Borommatrailokkanat (1448-1488), Borommarachathirat III (1488-1491) et Ramathibodi II (1491-1529). Ils ont été malheureusement restaurés et blanchis d’une façon assez maladroite. Entre ces Chedis se trouvaient des constructions moins hautes dont il ne reste que les assises. Au-delà du cloître, dans la cour extérieure, à l’ouest du groupe central de Chedis, un sanctuaire moins important fait pendant à celui de l’est dans l’axe principal du temple.
Le Wat Phra Si Sanphet contenait de précieuses statues-images du Bouddha. Celle qui lui a donné son nom fut dépouillée de sa couverture d’or par les  Birmans et laissée dans un tel état de ruine que le roi Buddha Yodfa Chulalok (Rama Ier) ne pouvant la restaurer, la fit transporter à Bangkok et murer dans la structure du Chedi Si Sanphet du Wat Pho (ou « Temple du Bouddha couché »). Le Phra Lakanat a été placé dans la Phuttha Sihing du Wat Phutthaïsawan, ancien palais du vice-roi de Bangkok où se trouve actuellement le musée national de Bangkok..

## Galerie

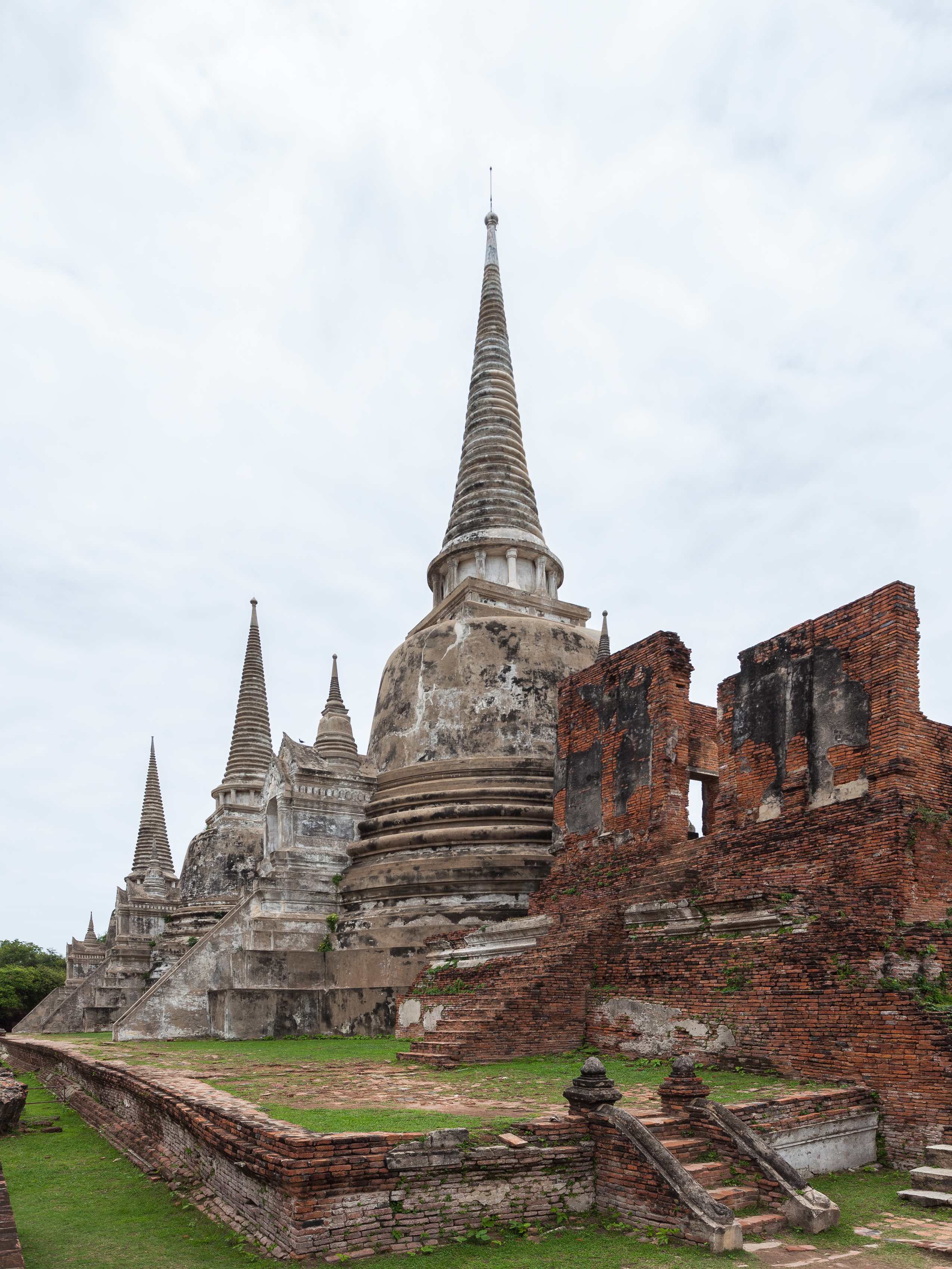
Vue partielle du sanctuaire
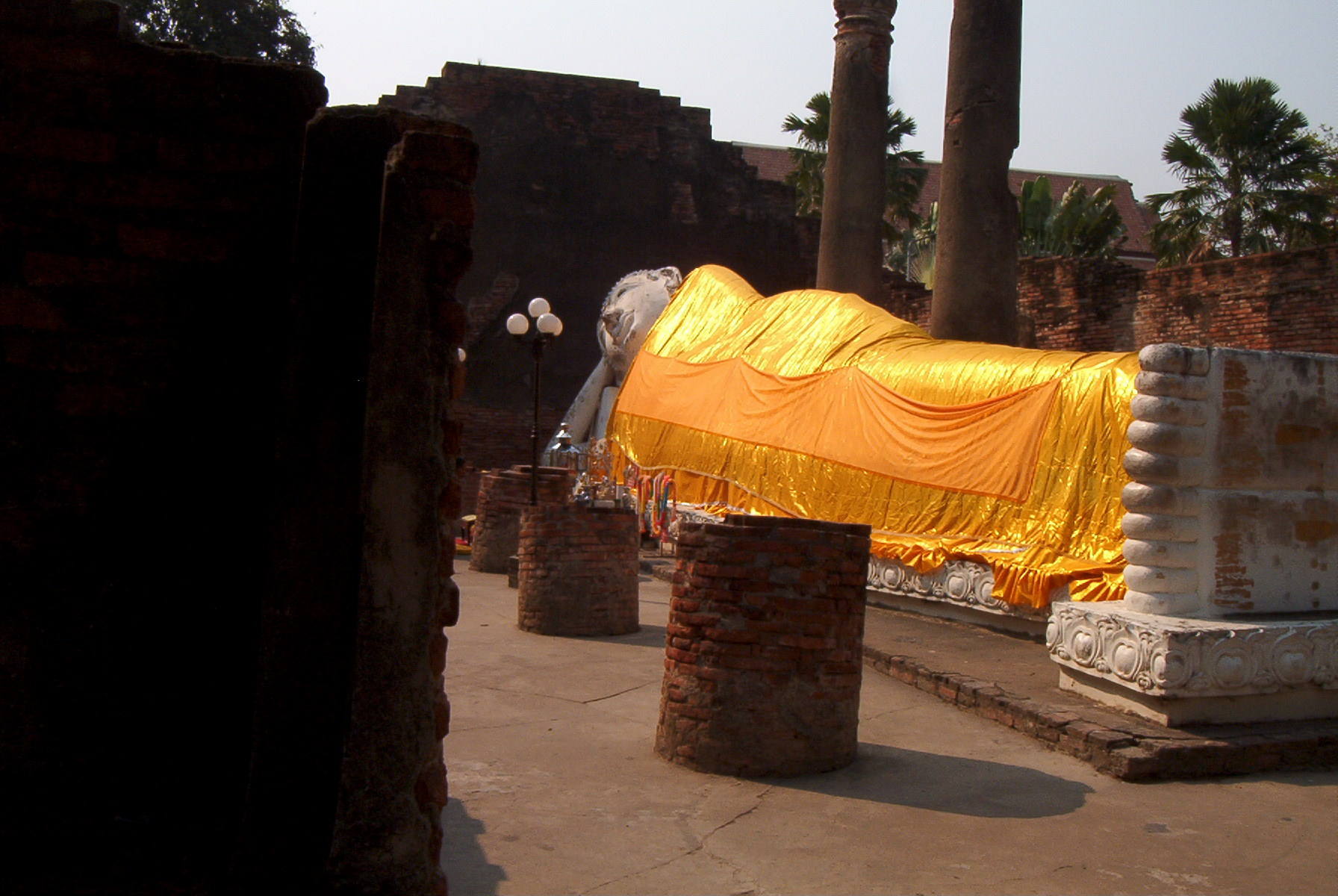
Thailande - Ayutthaya - Boudha couché
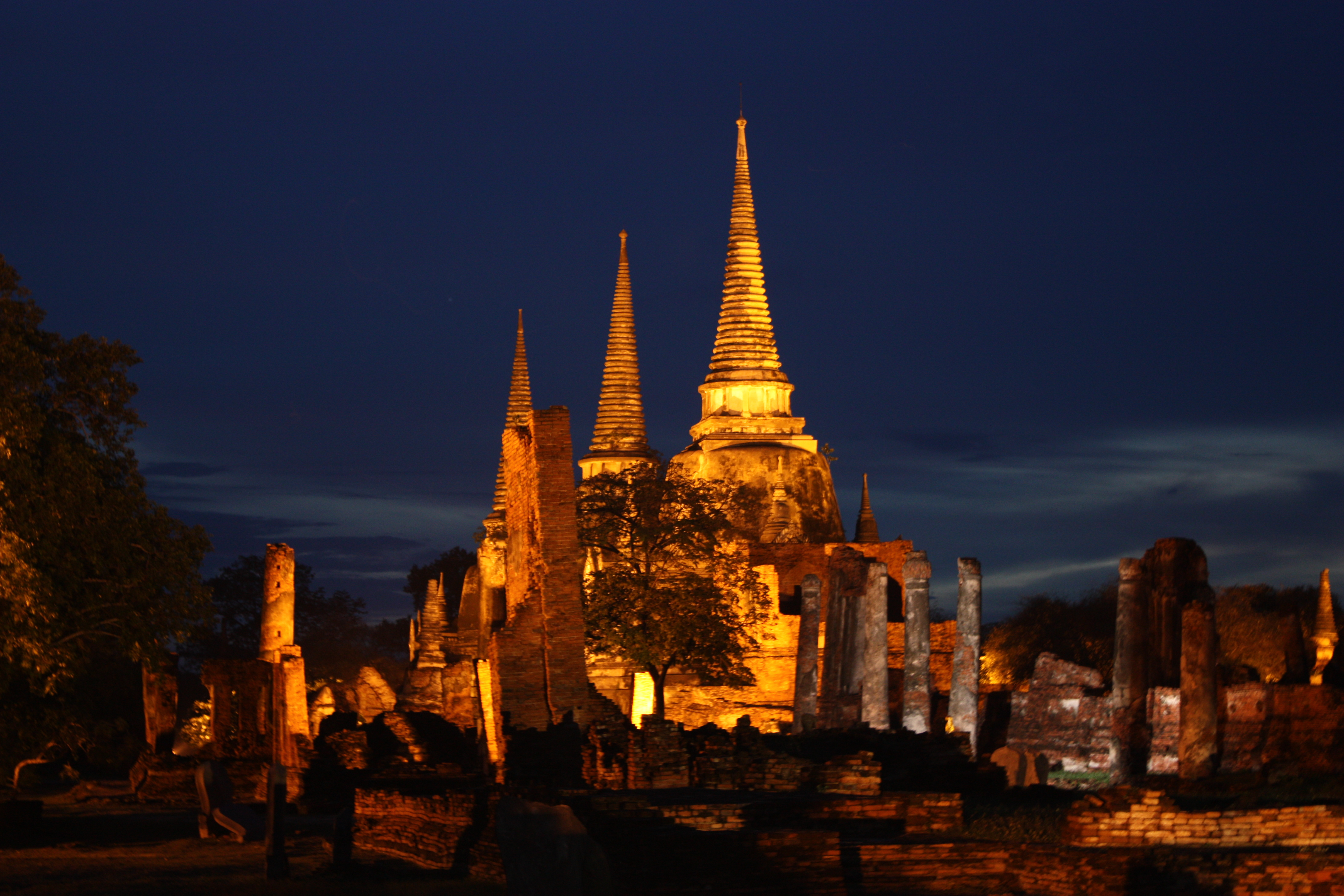
Le temple éclairé de nuit